# Église Notre-Dame-de-l'Assomption de Pradelles
Pour les articles homonymes, voir église Notre-Dame-de-l'Assomption.
L'église Notre-Dame-de-l'Assomption est une église catholique située en France sur la commune de Pradelles, dans la région Auvergne-Rhône-Alpes.

## Localisation
L'église est située dans le département français de la Haute-Loire, sur la commune de Pradelles, dans l'ancienne région administrative d'Auvergne.

## Historique
Inaugurée en 1902 et conçue par l'architecte M. Tracol, l'église de style néogothique remplace un édifice roman démoli en 1900, devenu trop exigu pour une population qui comptait jusqu'à 2 000 habitants au XIXe siècle.

## Description

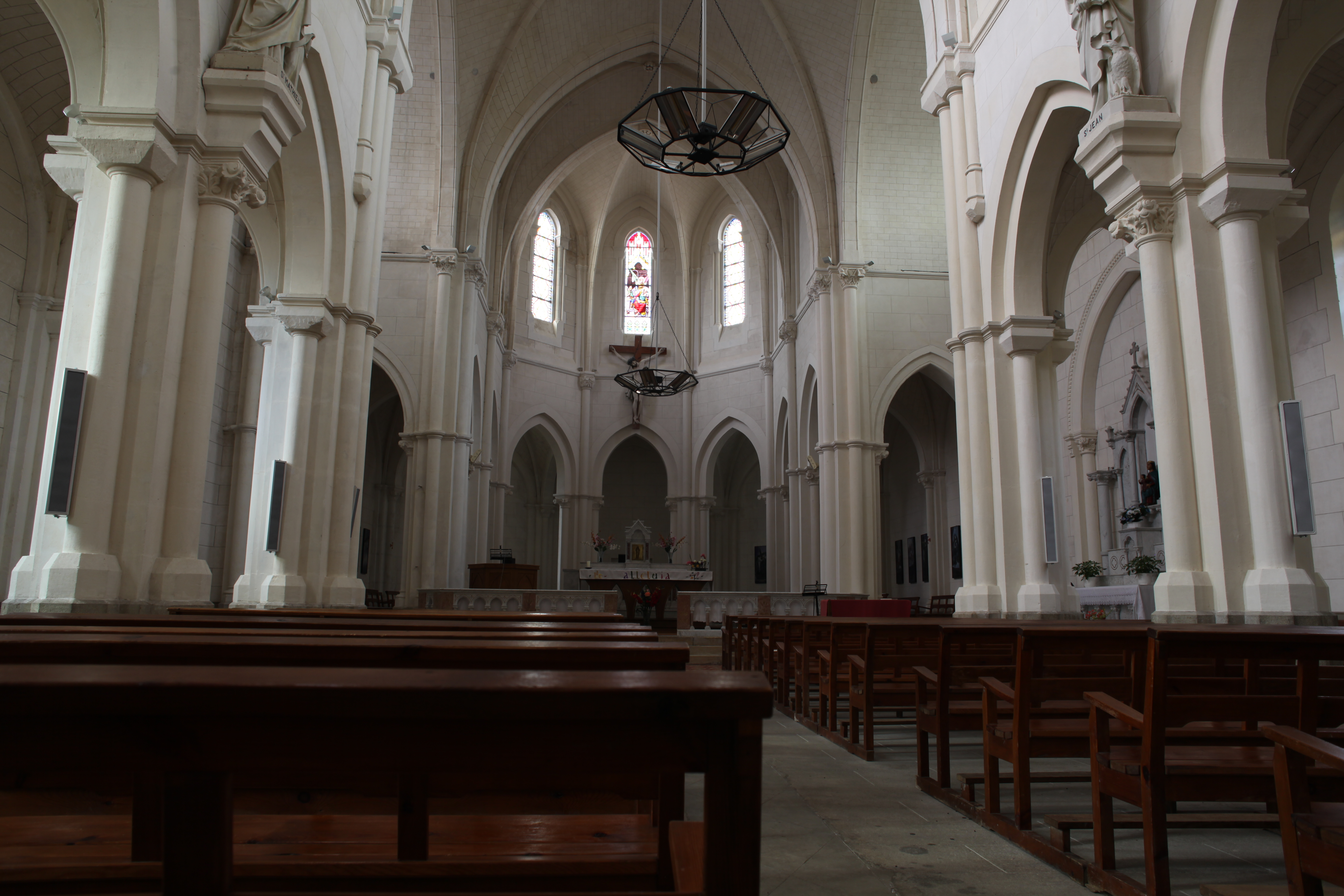
Intérieur.

Cette église adopte une forme de croix latine et se compose d'une nef et de bas-côtés comprenant quatre travées. Les piliers qui séparent la nef des bas-côtés soutiennent des arcs brisés, avec la partie supérieure de chaque pilier ornée de la statue d'un évangéliste et de sa représentation dans le tétramorphe. Le chœur est entouré d'un déambulatoire illustré par les stations du chemin de croix et un portail dont le tympan est orné d'une ouverture tréflée est abrité dans le clocher en façade.